# قلعه چالشتر
قلعه چالشتر/خانه ستوده قلعه ای تاریخی مربوط به دوره قاجار است و در شهرستان شهرکرد، منطقه چالشتر واقع شده است. بنای اندرونی این قلعه که تنها قسمت بازمانده از این قلعه تاریخی که محل زندگی محمد حسن خان ستوده چالشتری بود، توسط ایشان به سازمان میراث فرهنگی واگذار شد.

## اطلاعات ثبت
این اثر در تاریخ ۲۷ مرداد ۱۳۷۷ با شمارهٔ ثبت ۲۱۰۱ و همچنین در تاریخ ۲۰ آذر ۱۳۷۹ با شماره ثبت ثبت ۲۹۲۴ به‌عنوان یکی از آثار ملی ایران به ثبت رسیده است.

## پیشینه
منزل احمد خان و محمود خان ستوده چالشتری به همت پدرشان خدارحم خان چالشتری فرزند حاج بابا خان و از نوادگان حاج محمدرضا خان ریاحی در اواخر دوران قاجاریه ساخته شد. از تاریخ حک شده بر روی سر ستون‌های این بنا استنباط می‌شود که بنا تقریباً در تاریخ ۱۲۸۴ ه‍.ش به اتمام رسیده است. این قلعه شامل قسمت‌های سر درب، هشتی، اندرونی، بیرونی، حمام واصطبل و دیگر قسمتها می‌باشد. این بنا در دو قسمت ساخته شده که وسعت ان تقریباً ۱۲۰۰۰ متر مربع می‌باشد که به شکل و هنر ایرانی در دوران فاجاری ساخته شده است. بنای شمالی تا دهه هفتاد ه‍.ش مورد استفاده قرار می‌گرفته درصورتی که بنای جنوبی حدوداً نود درصد تخریب شده بود که با همت مهندسان و مرمت گران این بنا برپا شده است.

## ساکنین مشهور
علی‌اکبر دهخدا در هنگام جنگ جهانی اول که به استان چهارمحال و بختیاری گریخته بود. از کتابخانه قلعه چالشتر استفاده کرد و تألیف امثال و حکم و لغت‌نامه خود را با استفاده از منابع موجود در قلعه چالشتر آغاز نمود.

## نگارخانه

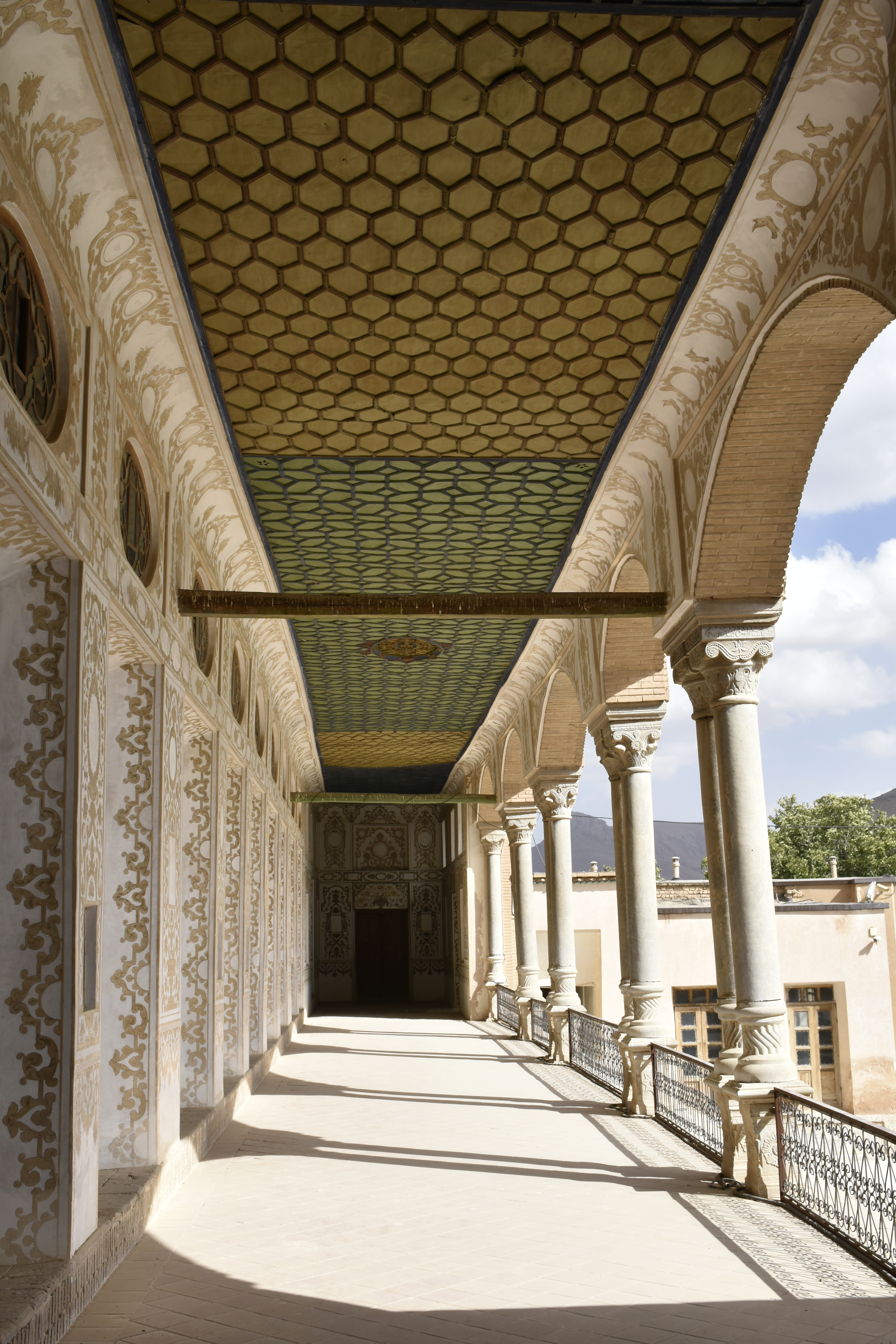
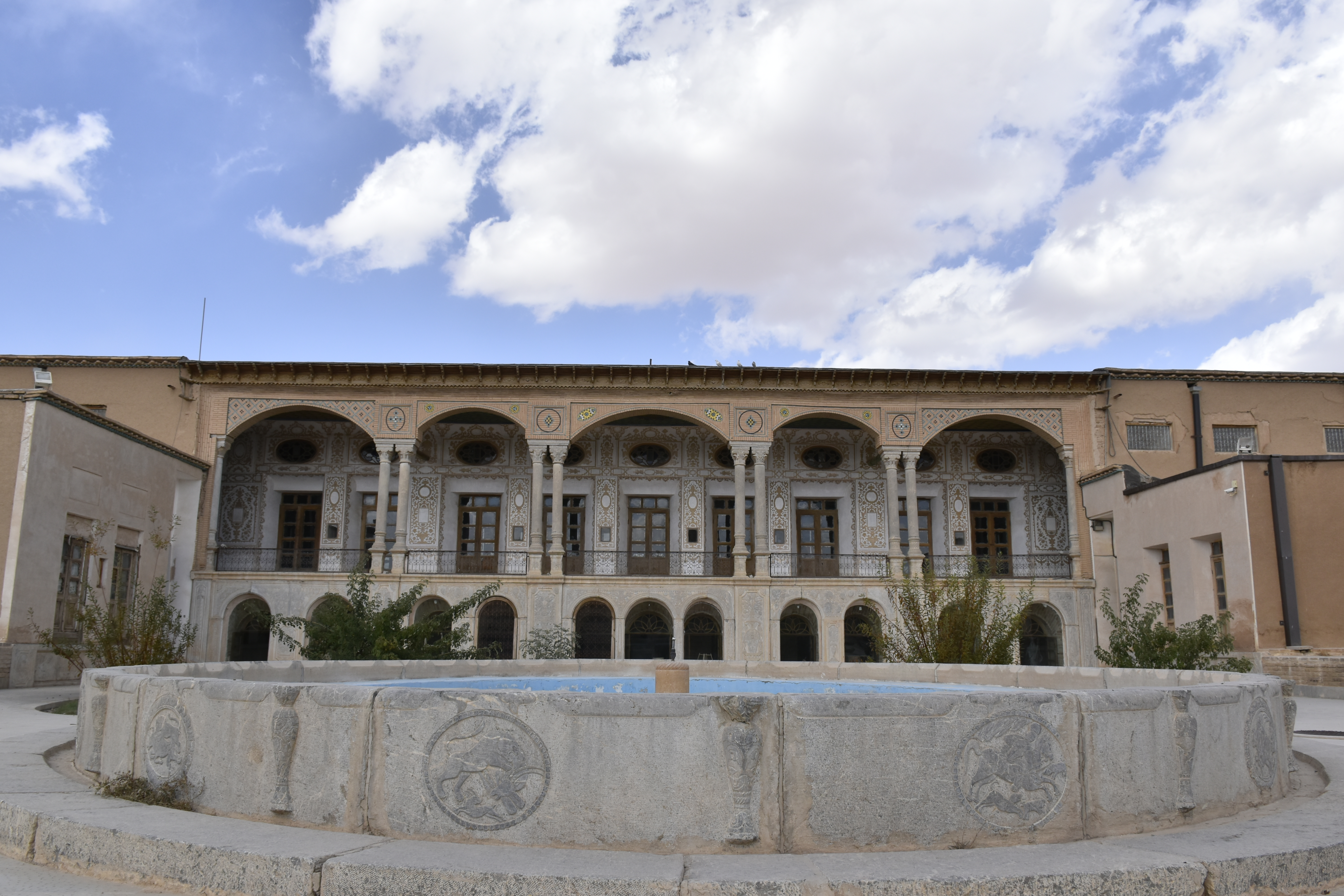
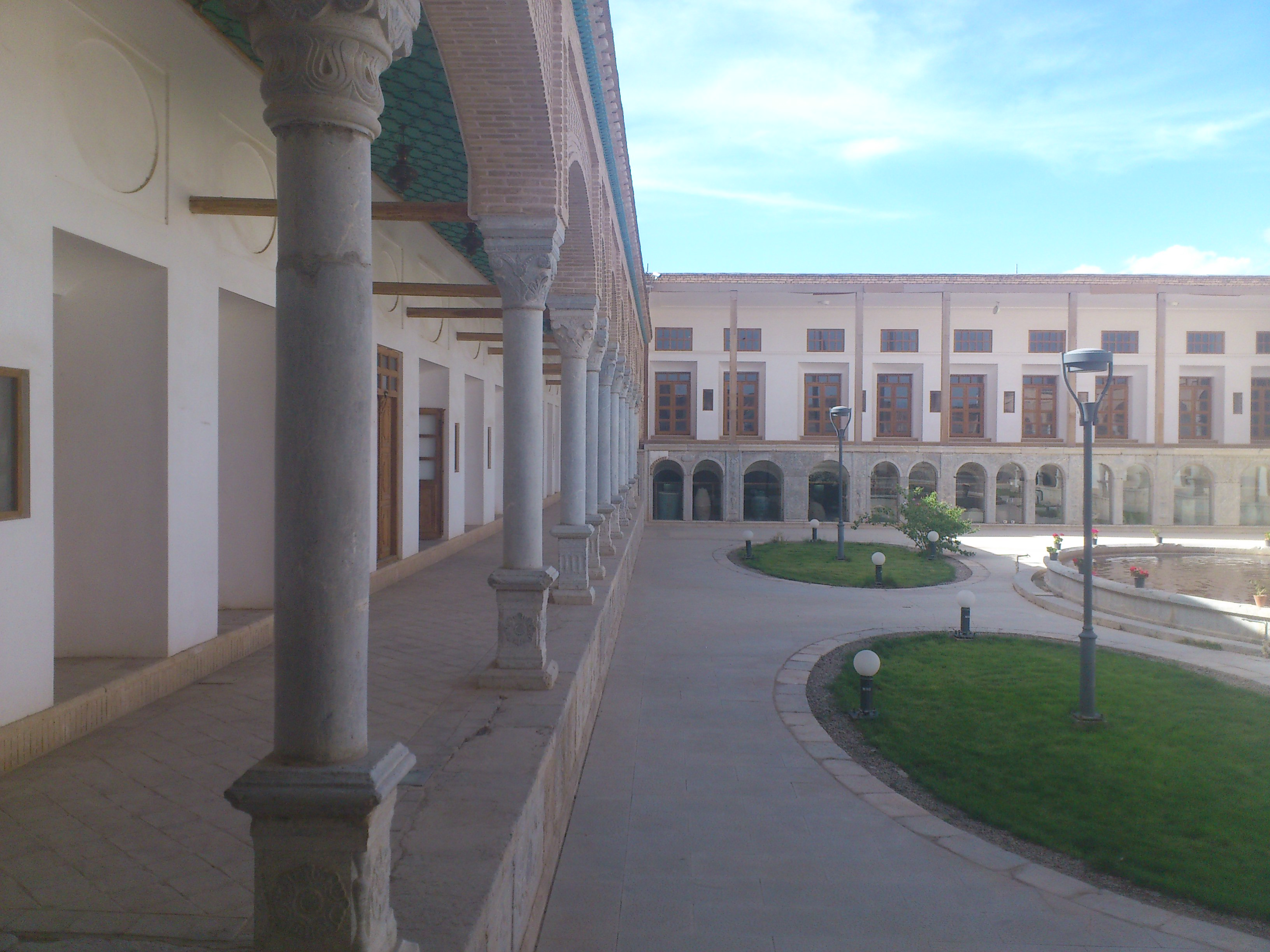
حیاط جنوبی قلعه
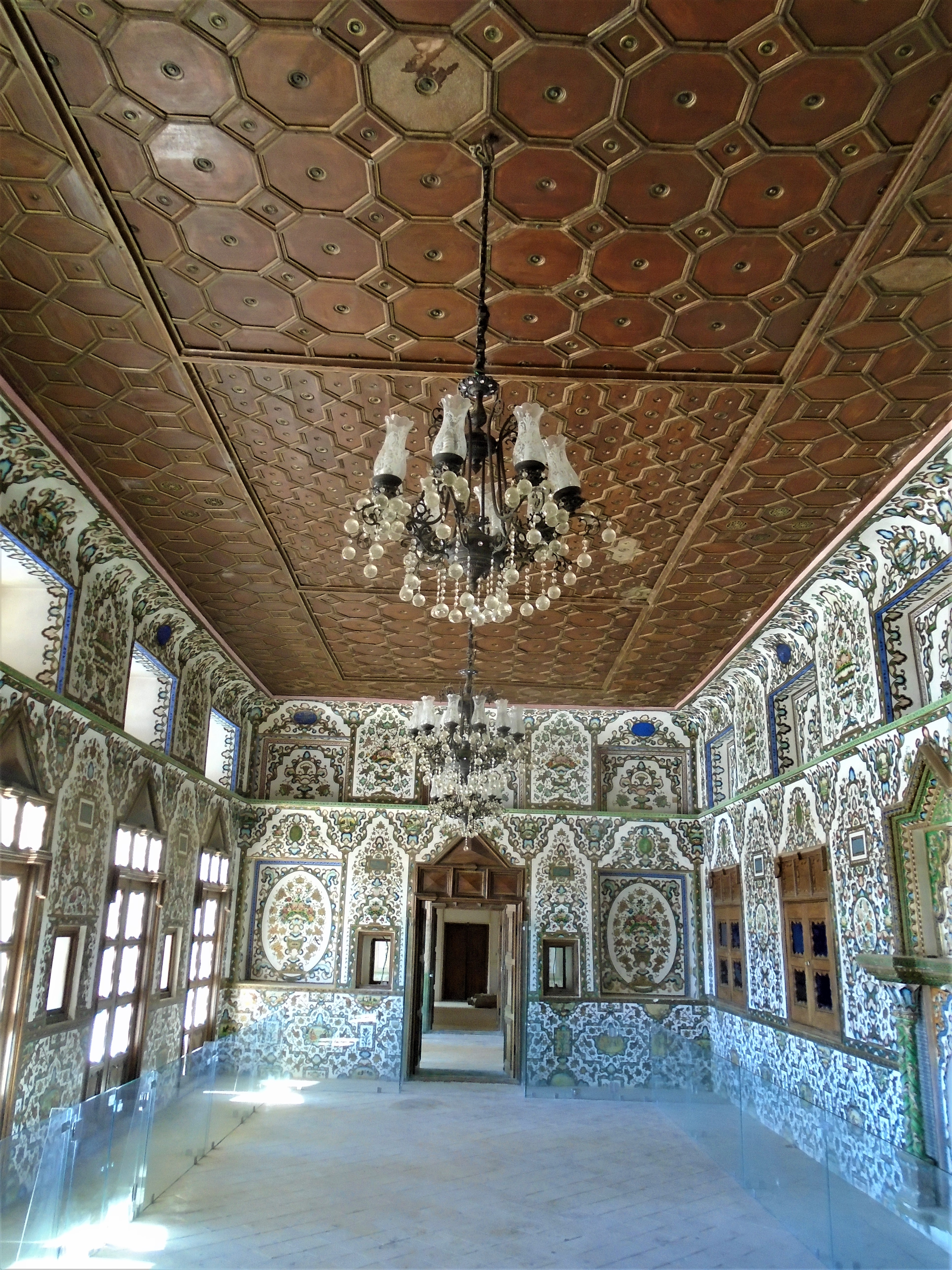
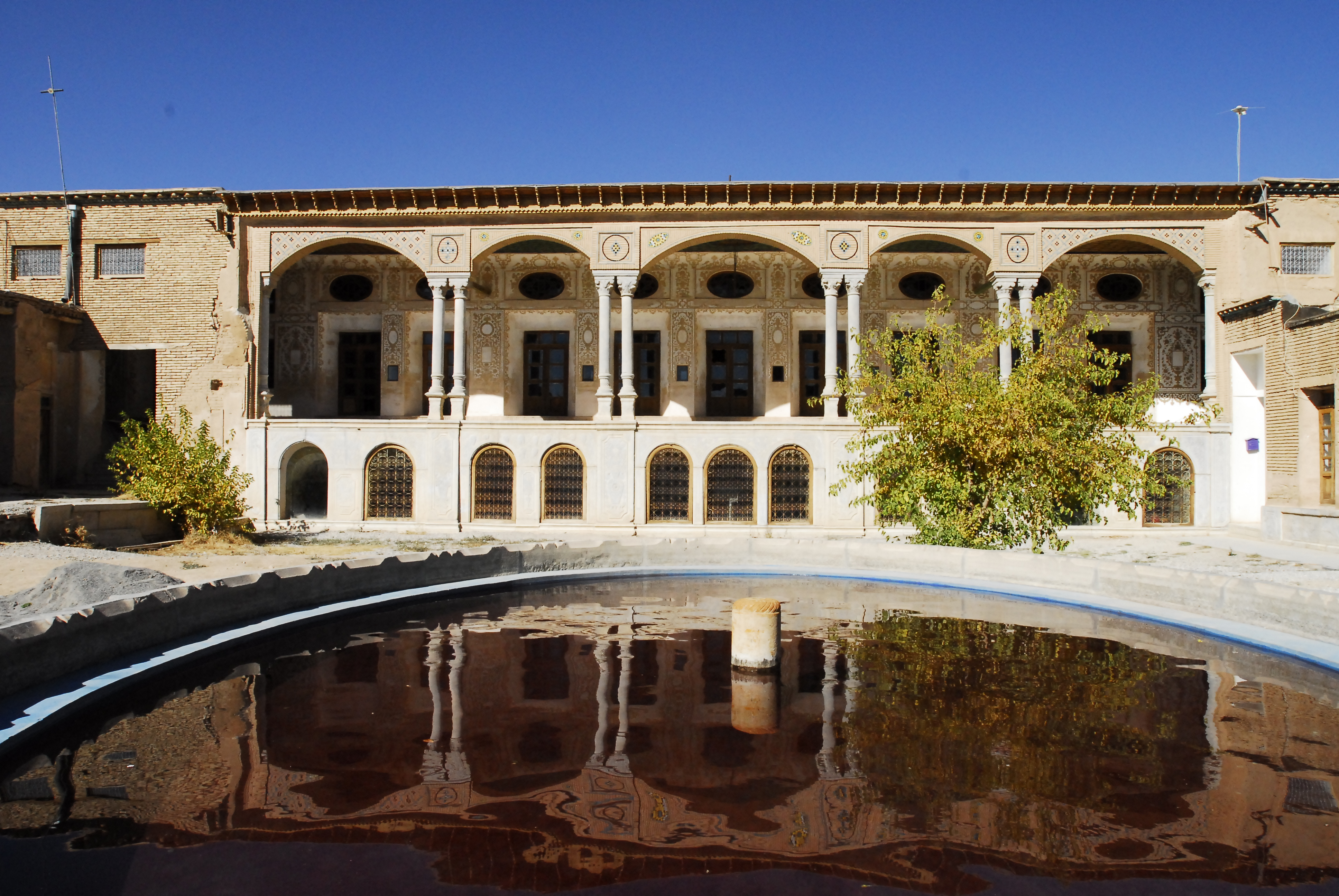